# Кельи Крупицко-Батуринского монастыря
Кельи Крупицко-Батуринского монастыря — памятник архитектуры местного значения в Вербовке.

## История
Решением исполкома Черниговского областного совета народных депутатов от 28.04.1987 № 119 присвоен статус памятник архитектуры местного значения с охранным № 42-Чг под названием Кельи Крупицко-Батуринского монастыря. Установлена информационная доска «Кельи с трапезной Батуринского Николо-Крупицкого монастыря 1834 г.» охранный № 41-Чг/3. 

## Описание
Входит в комплекс Крупицко-Батуринского Николаевского монастыря — на правом берегу реки Сейм, что непосредственно юго-западнее села Вербовка. Сейчас комплекс Крупицко-Батуринского Николаевского монастыря входит в состав Национального историко-культурного заповедника «Гетманская столица».
Ансамбль памятников составляет интерес как пример влияния форм русского классицизма на архитектуру Левобережной Украины. 
В 1834 году построены кельи в формах провинциального классицизма. Расположены западнее трапезной Преображенской церкви. Каменный, одноэтажный, прямоугольный в плане дом. Симметрию фасада подчеркивает 4-колонный портик, увенчанный треугольным фронтоном.